# Magi (album)
Magi è l'album di debutto del duo musicale svedese Hedvig & Selma, pubblicato il 25 giugno 2010 su etichetta discografica JG Production.

## Tracce
1. Kom ner – 3:35
2. Wow – 2:35
3. Jag vet att du finns – 3:19
4. Magi – 3:20
5. Var ved mig – 3:31
6. Lever nu – 3:42
7. Du är min vän – 3:28
8. Jesu liga – 2:47
9. Du är här hos mig – 3:26
10. Megamegafon – 3:34
11. Tusen änglar – 2:39

## Classifiche
| Classifica (2010) | Posizione massima |
| ----------------- | ----------------- |
| Svezia            | 31                |